# Peter van de Locht
Peter Herman van de Locht (Millingen (Rees), 9 november 1946) is een Duits-Nederlandse schilder, graficus en beeldhouwer, alsmede componist en musicus.

## Leven en werk
Van de Locht werd geboren in de Duitse plaats Millingen (sinds 1975 onderdeel van de gemeente Rees) in het district Kleef.
Hij kreeg vanaf 1960 privéles van Waldemar Kuhn en bezocht van 1964 tot 1968 de Werkkunstschule in Krefeld en aansluitend tot 1969 de Werkkunstschule in Wuppertal en studeerde beeldhouwkunst bij onder anderen Hein Wimmer en Guido Jendritzko (een leerling van Hans Hartung). In 1969 vertrok hij, evenals zijn broer Klaus (1942-2003) die ook kunstenaar was, naar Nederland. Hij studeerde van 1969 tot 1970 aan het Instituut voor Sonologie van de Universiteit Utrecht. In 1970 nam Van de Locht deel aan de Biënnale van Venetië. In 1977 hadden Peter en Klaus van de Locht een gezamenlijke tentoonstelling in Wesel: Zwei niederrheinische Künstler in den Niederlanden. In 1980 verbleef hij in Carrara, Pietrasanta, Florence en Rome. Hij nam in 1981/1982 deel aan het internationale steenbeeldhouwer-symposium Nordhorn (Kunstwegen) met onder anderen de steenbeeldhouwers Karl Prantl, Nils-Udo en Ulrich Rückriem.
Van 1977 tot 1989 was hij docent aan de Hogeschool voor de kunsten Arnhem in Arnhem en van 1989 tot 2005 aan de Hogeschool voor de Kunsten Utrecht in Utrecht. In 2008 werd Van de Locht benoemd tot hoogleraar beeldhouwkunst aan de Universiteit van Shanghai.
De kunstenaar woont en werkt in Shanghai. Van de Locht werkt vooral met natuursteen, onder andere marmer en graniet. Hij is actief als avantgardistisch en jazzmusicus en componist.

## Werken in de openbare ruimte (selectie)
- Afsluitpaal (1975), Kannenmarkt/Korenmarkt in Nijmegen
- Kern - beweging en relaties (1976), Barbarossastraat in Nijmegen
- Het midden en zijn verplaatsing (1980), Tolhuis 10e straat in Nijmegen
- Drie elementen (1981), Prof. Bellefroidstraat in Nijmegen
- Bauwerk für die guten Gefühle (1981), beeldenroute Kunstwegen in Frenswegen
- Sublime Symbols (1981/83), Kunstwegen in Nordhorn
- Twee reliëfs (1983), Waalkade in Nijmegen
- Architectuur der natuur (1983), Waalkade in Nijmegen
- Zeven zuilen (1984/85), Heidelberglaan in Utrecht
- Twee zuilen (1986), Hunnerpark in Nijmegen
- Zonder titel (1987/88), collectie Museum De Paviljoens in Almere-Buiten
- Zuil (1988), Prof. Huijbersstraat in Nijmegen
- Ankh, bij de Wiegbrug, Amsterdam
- Sublime Symbols (1994), Zaagmolenlaan in Woerden (Hofpoort Ziekenhuis)
- Watersculptuur (1995), Grote Kerkplein in Zwolle
- Sublime Symbols (1997), De Wittenkade in Amsterdam
- ...was sein doch muß, dringt Körper ein in Körper ... 2-delig (2001), Duisburg
- Vijf zuilen 5-delig (2009), Sprengeweg, Gen. van der Heydelaan en Regentesselaan in Apeldoorn

## Fotogalerij

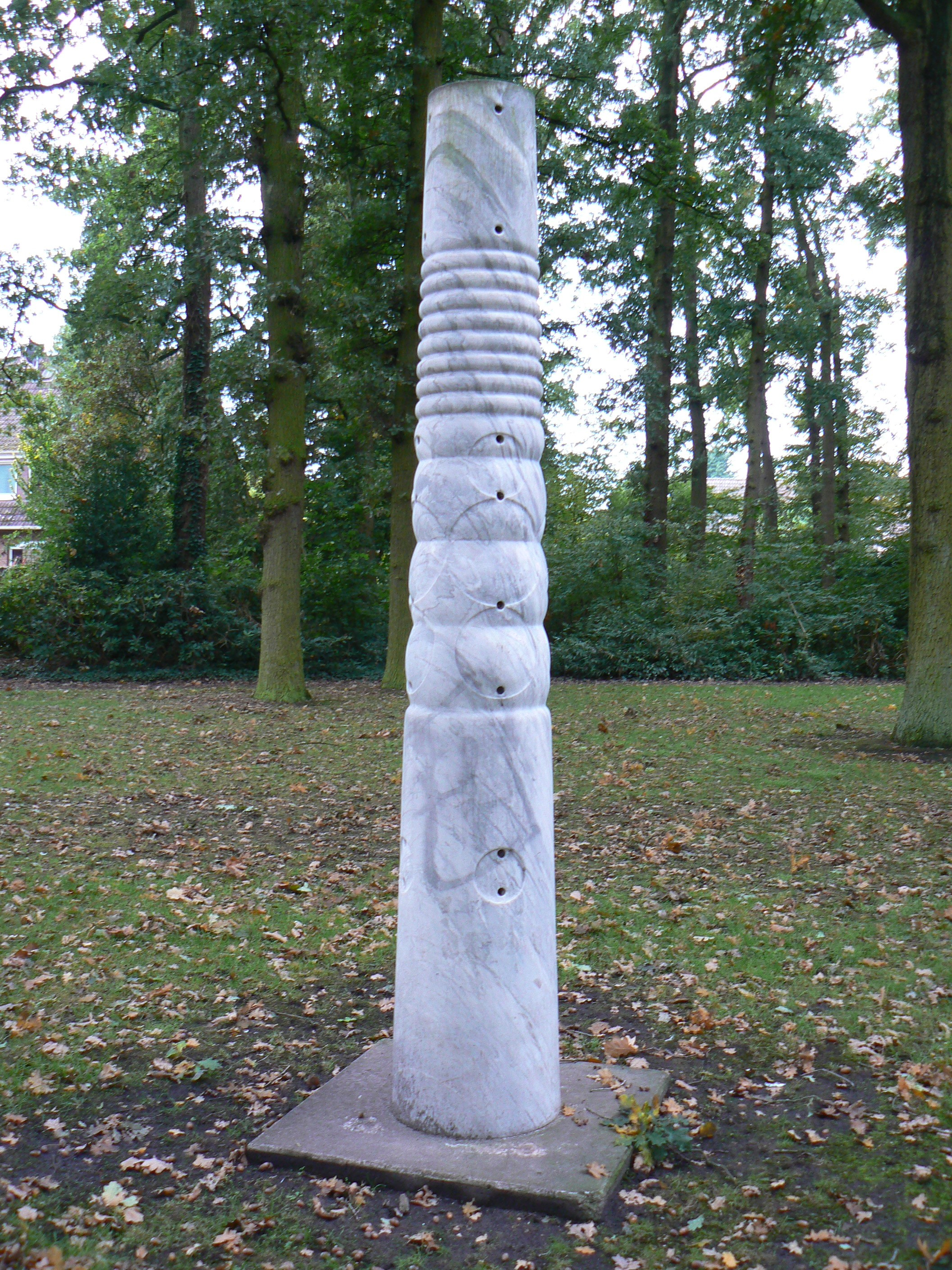
Sublime Symbols in Nordhorn
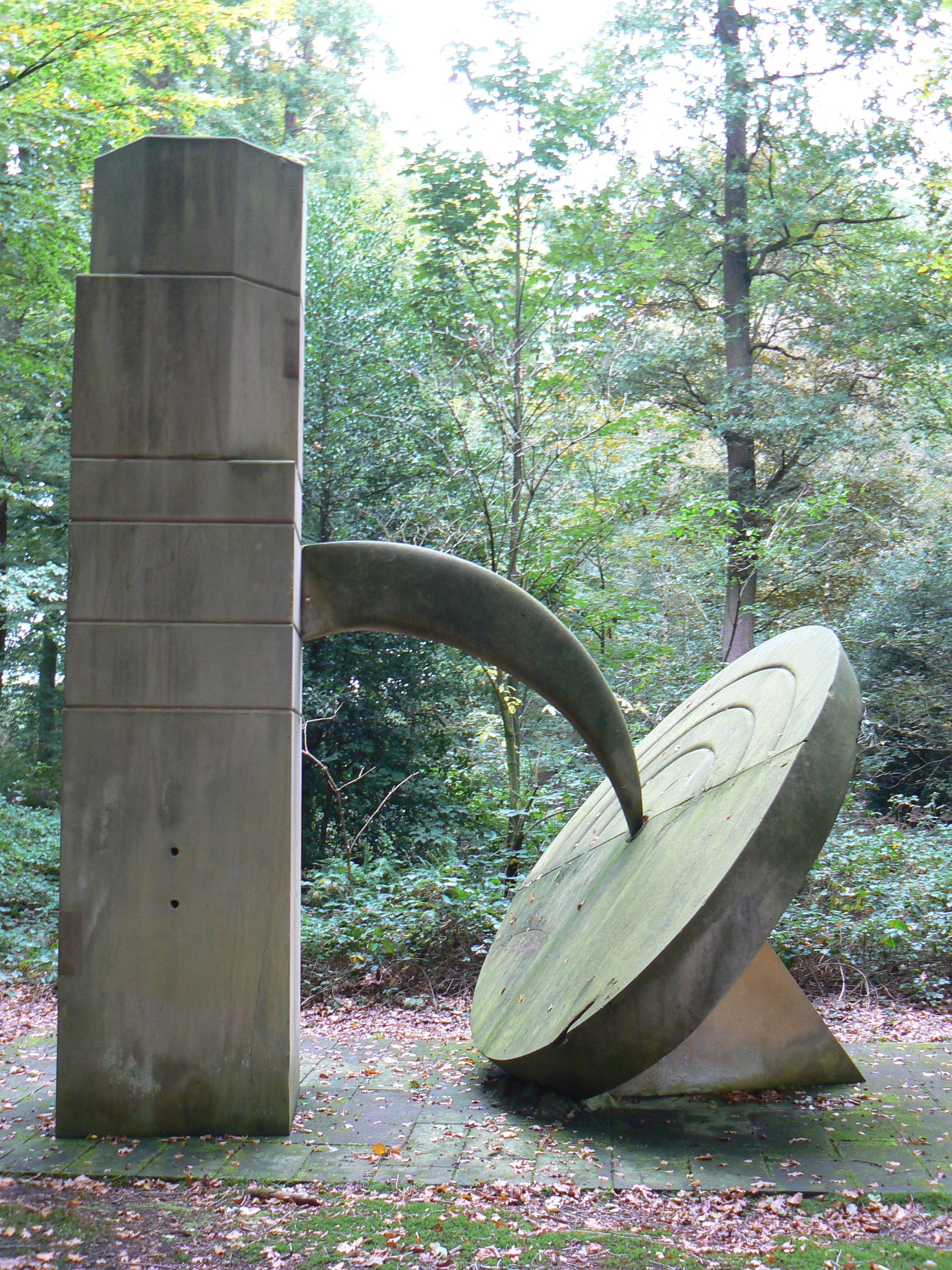
Bauwerk für die guten Gefühle in Frenswegen
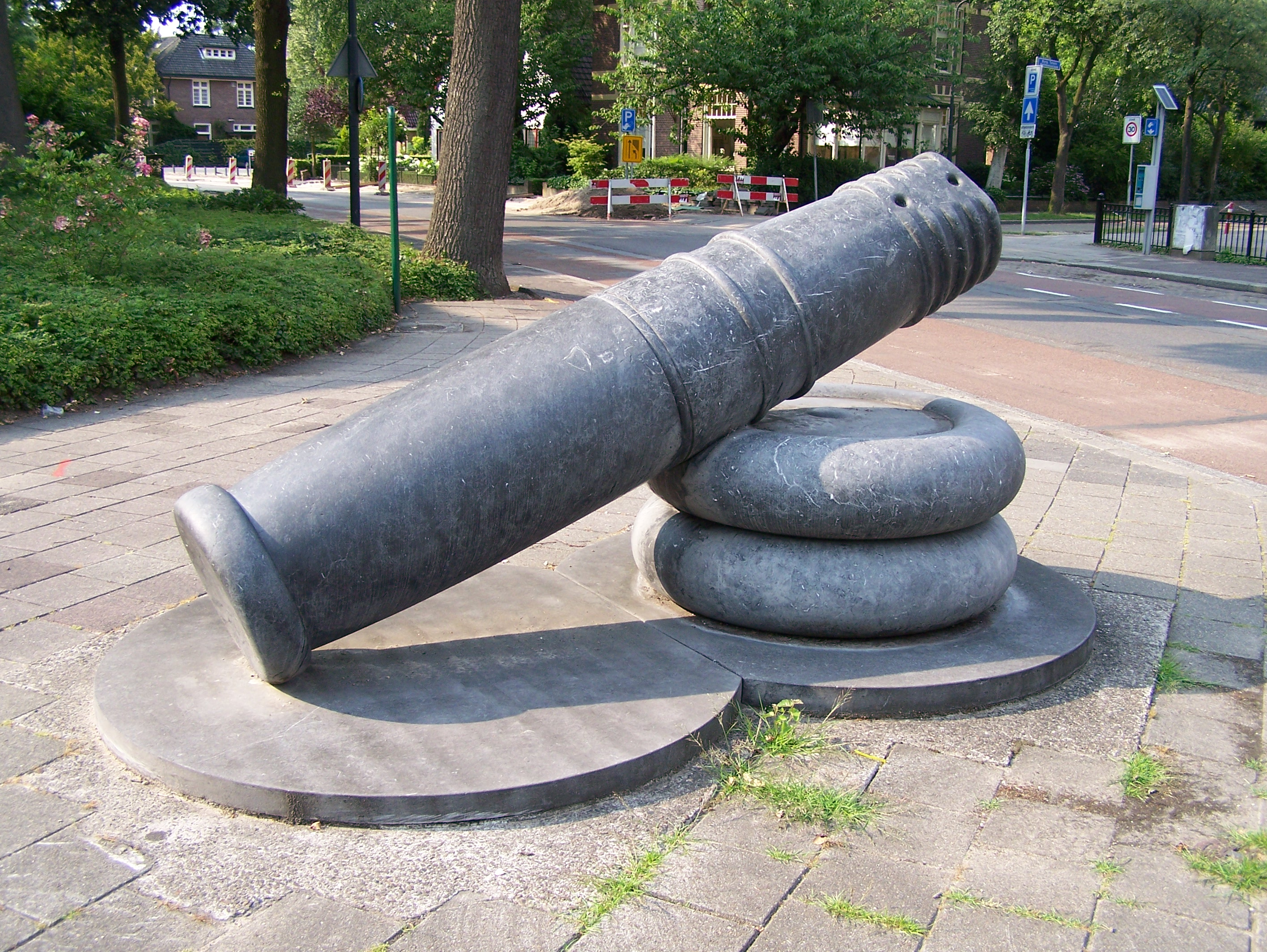
Liggende zuil in Apeldoorn
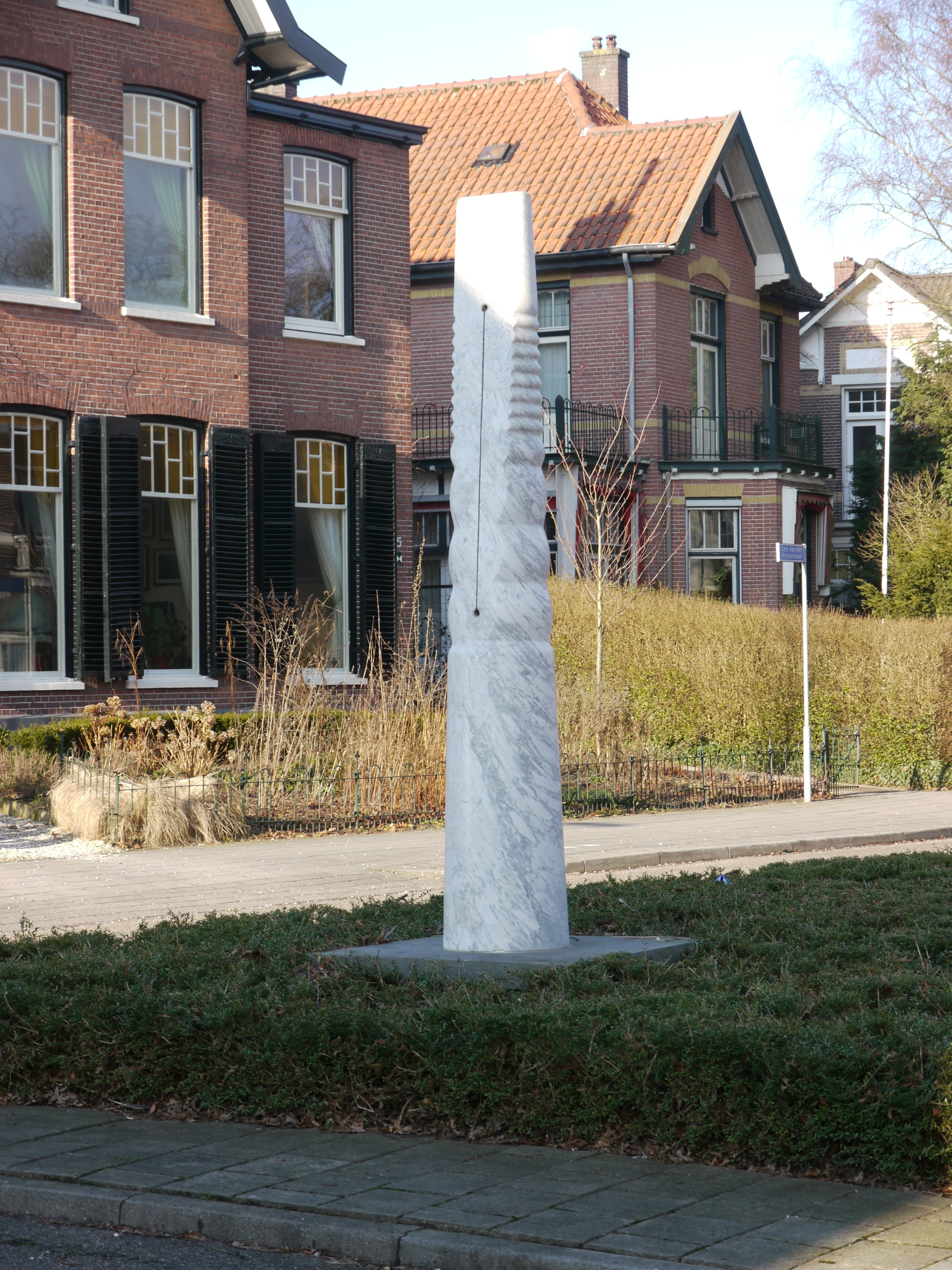
Marmeren zuil in Apeldoorn
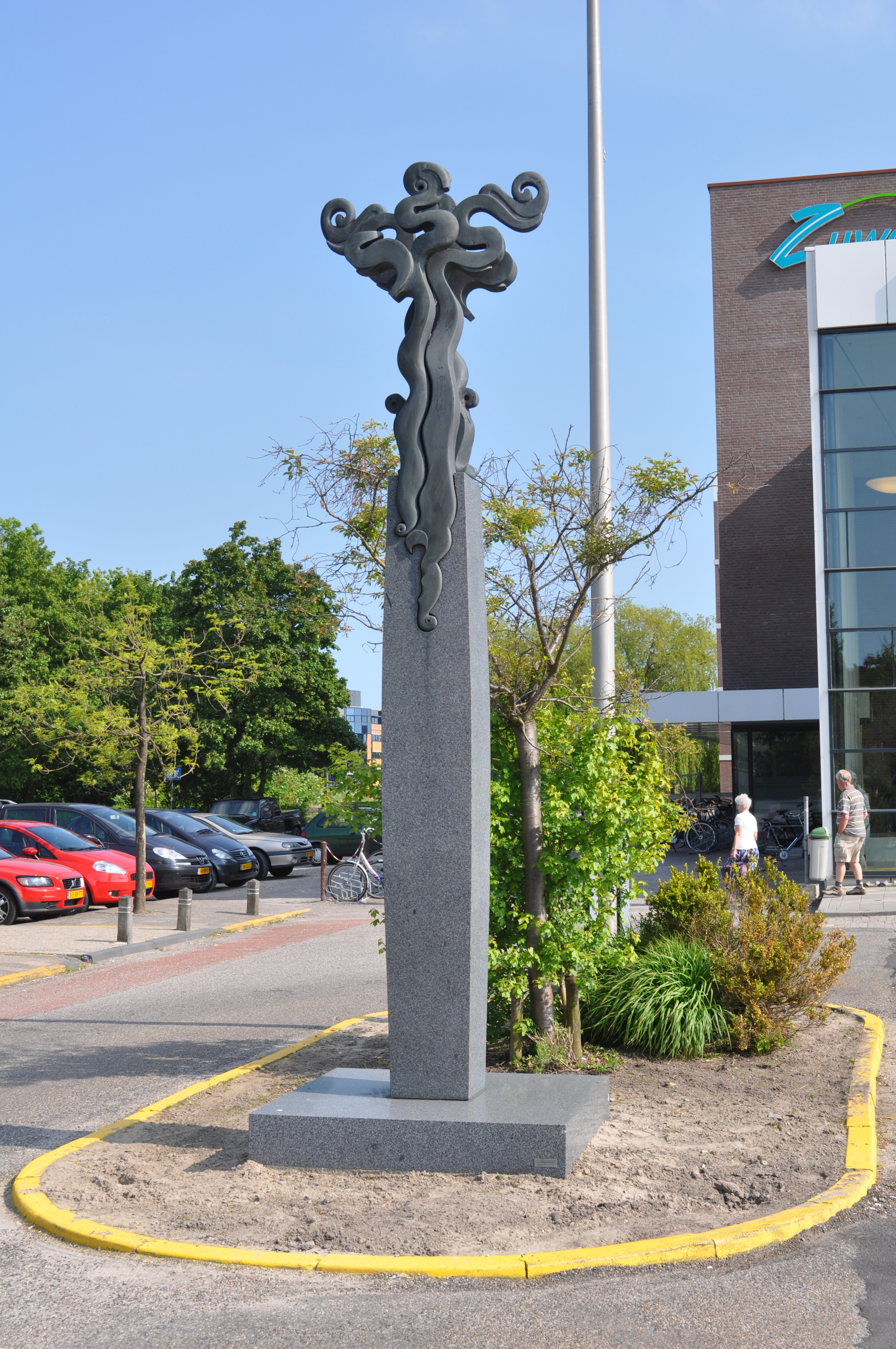
Sublime Symbols in Woerden
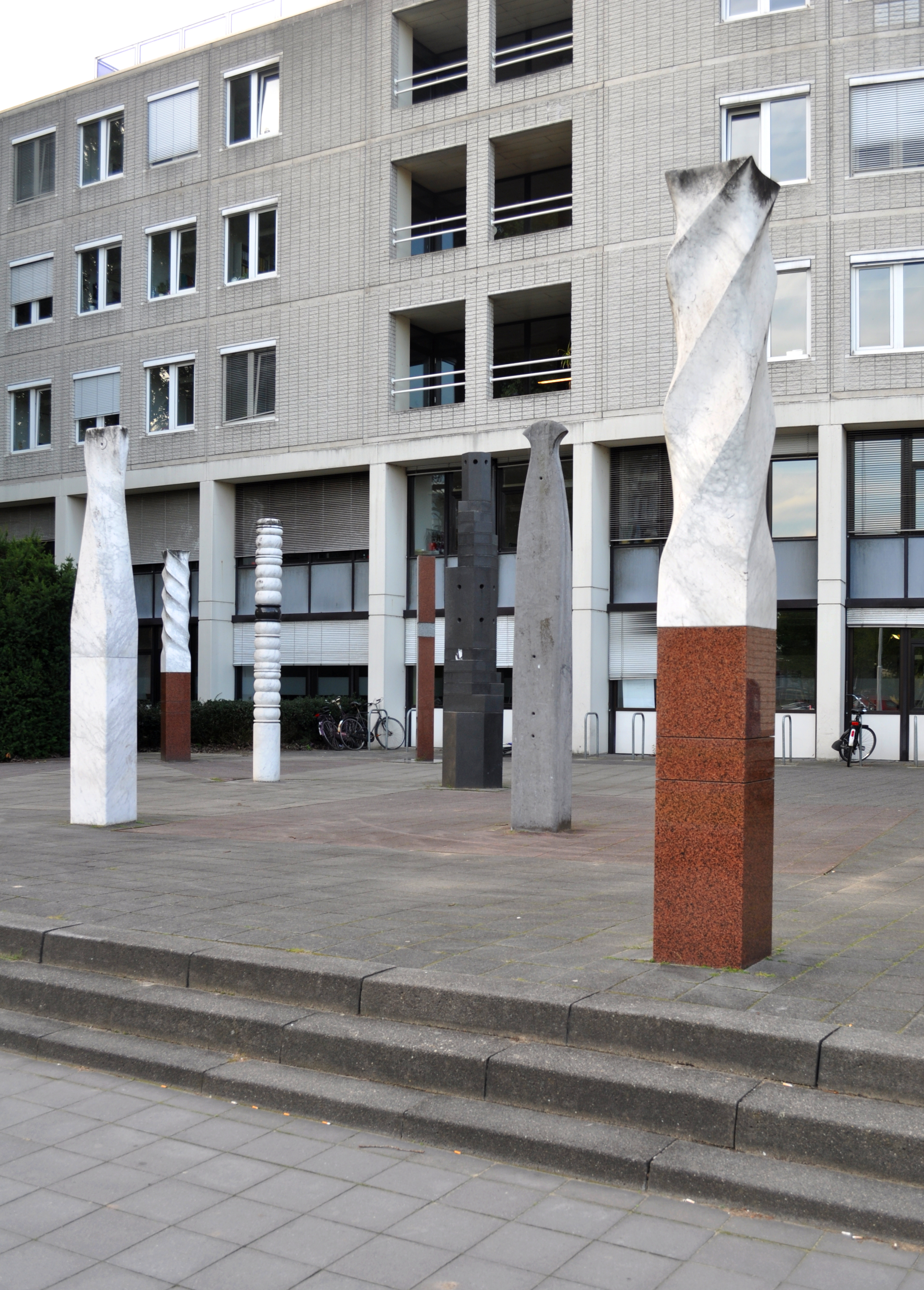
Zeven zuilen in Utrecht
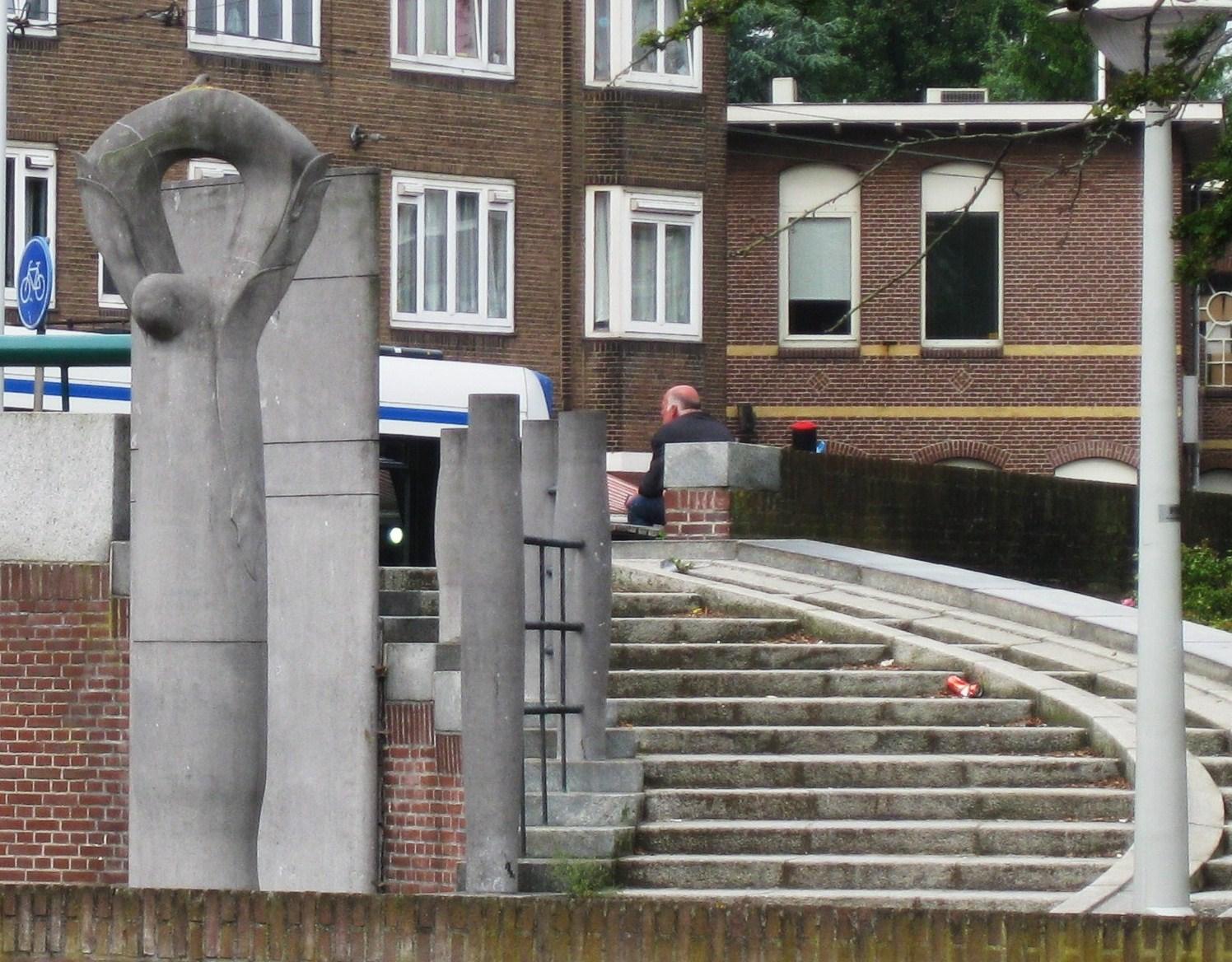
Ankh in Amsterdam
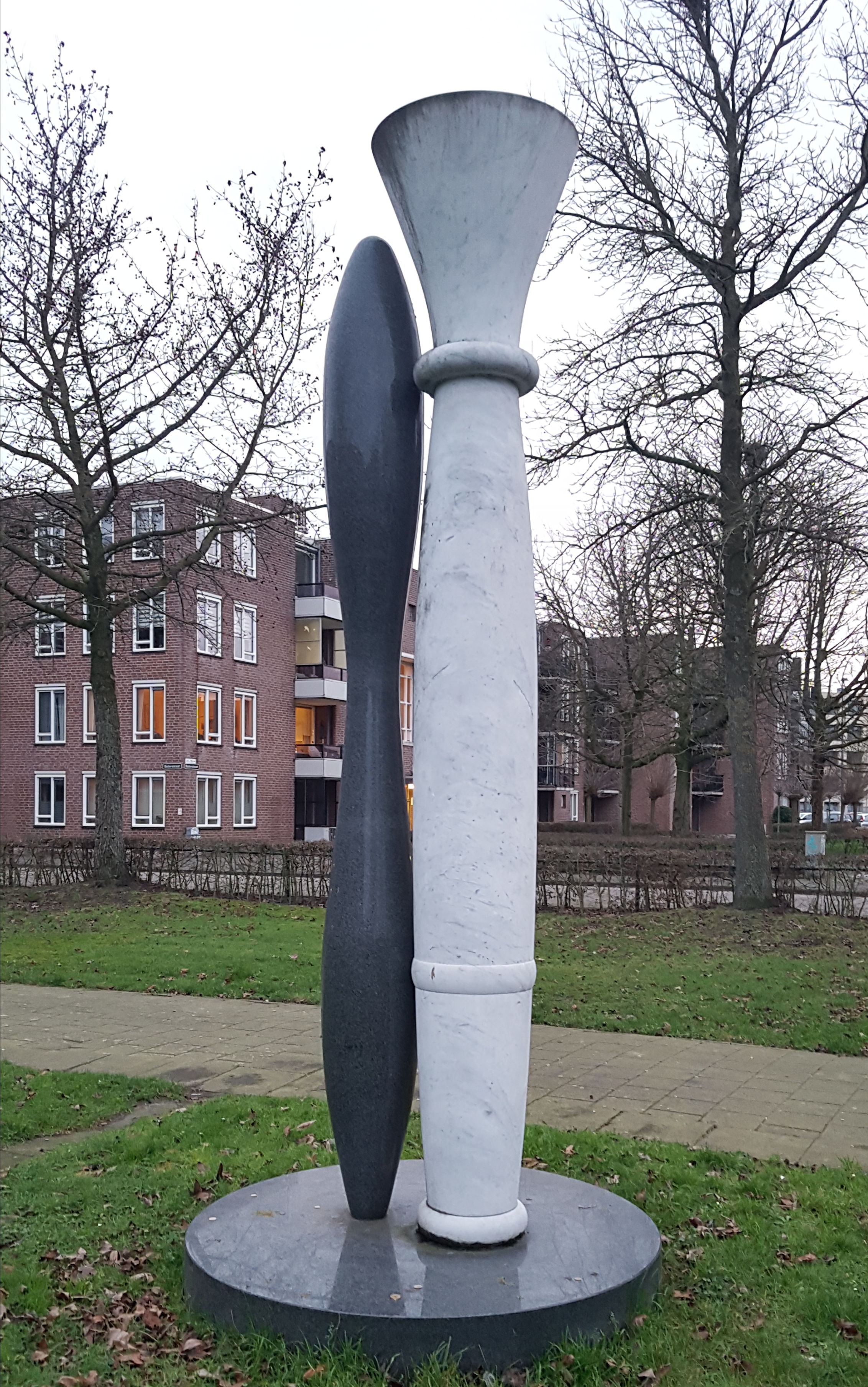
Zuilensculptuur in Oss